# Pareżki

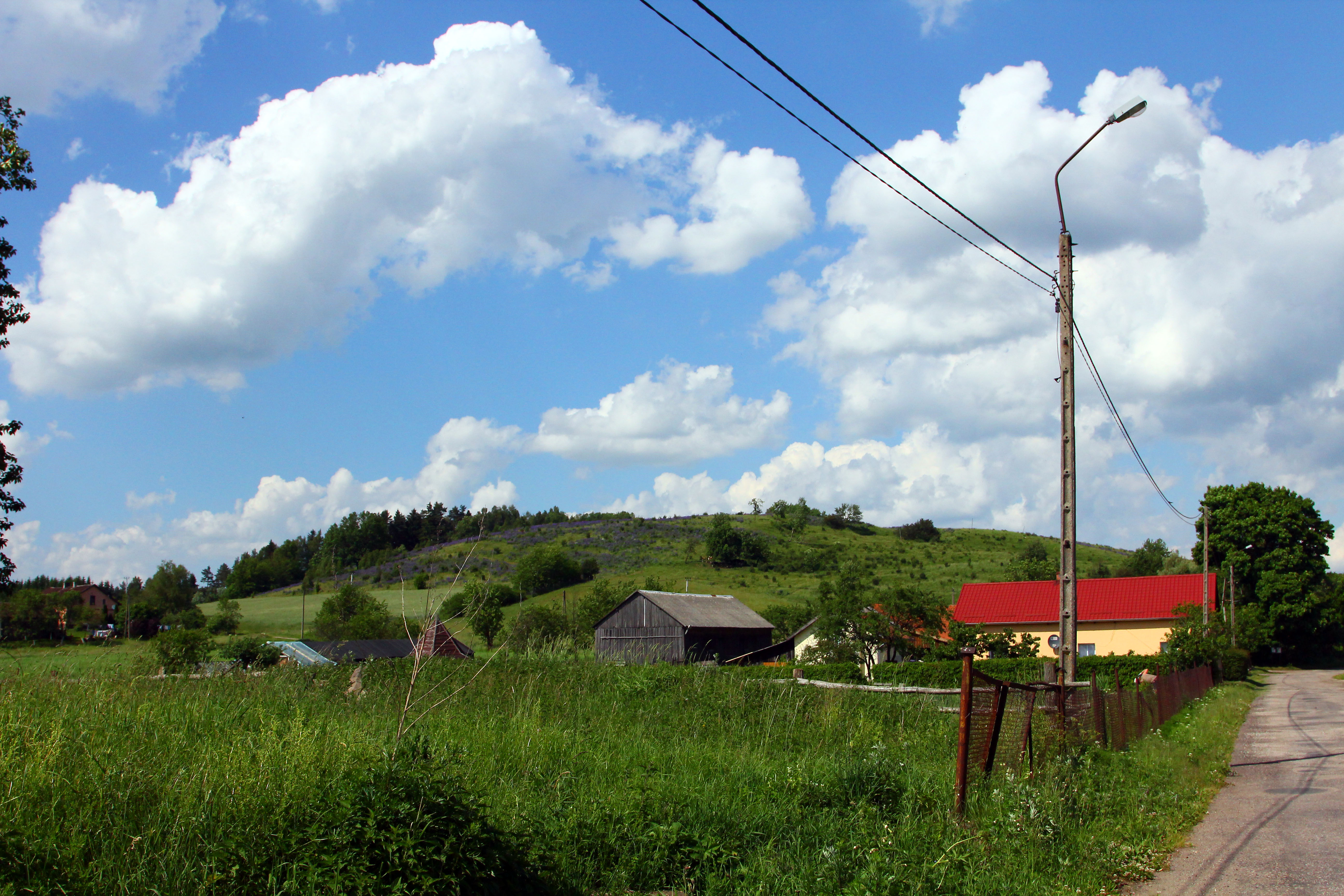
Tajemnicza Góra (210 m n.p.m. w Pareżkach.

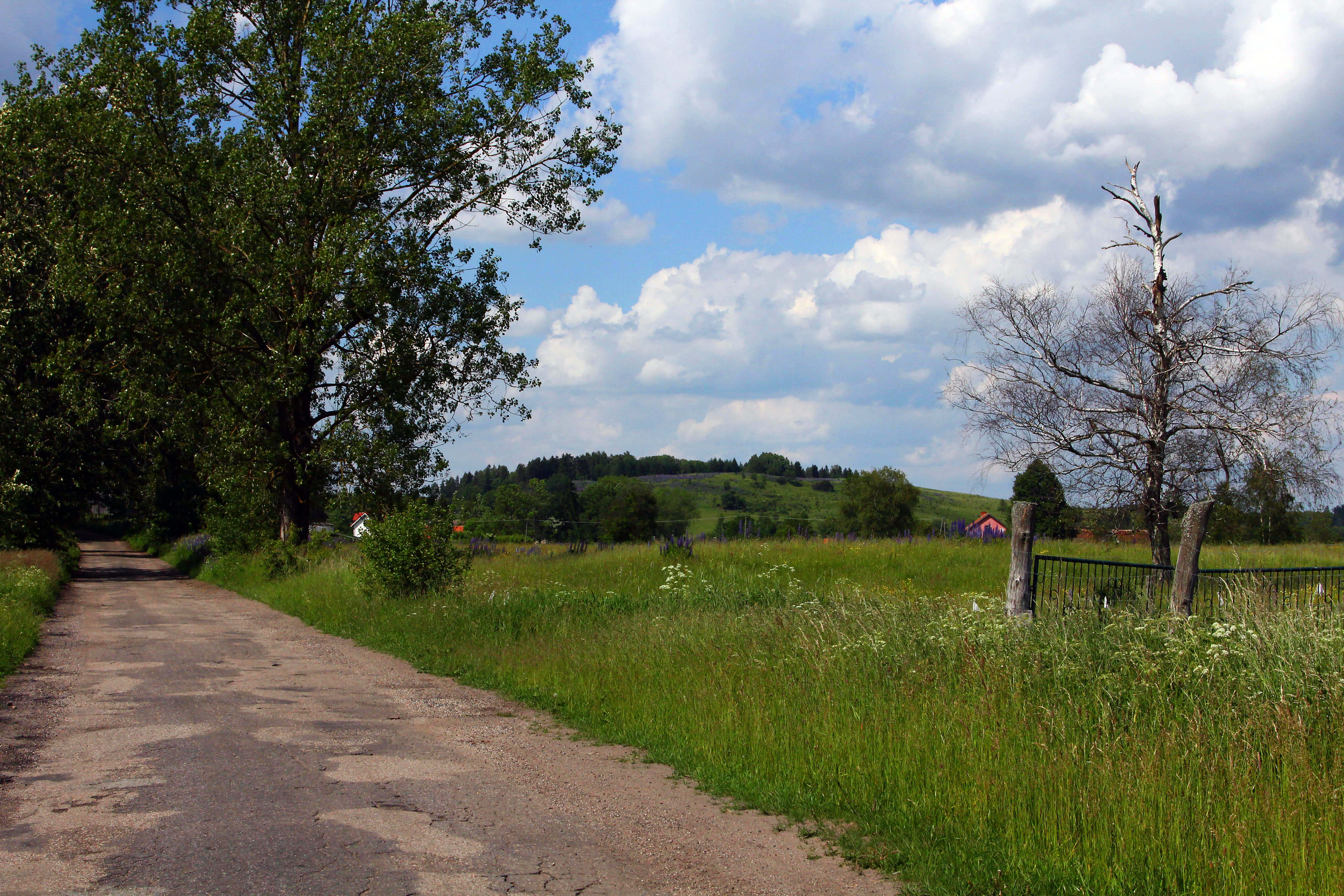
Pareżki. Widok na Tajemniczą Górę z drogi.

Pareżki (do 1945 r. niem. Parösken) – wieś w Polsce położona w województwie warmińsko-mazurskim, w powiecie bartoszyckim, w gminie Górowo Iławeckie. W latach 1975–1998 miejscowość administracyjnie należała do województwa olsztyńskiego.
W pobliżu wsi znajduje się wzniesienie zwane Tajemniczą Górą (210 m n.p.m.). Według relacji starszych mieszkańców tuż po wojnie u podnóża góry znajdowało się kilka zasypanych wejść do sztolni, a nawet tory kolejki, przysypane zawalonym wyrobiskiem. Prowadzone przez ekipy poszukiwaczy prace potwierdziły istnienie sztolni.

## Historia
Wieś wymieniana w źródłach już w XV wieku. W XVI wieku wieś otrzymało lokacje i została zasiedlona przez Polaków (najprawdopodobniej z północnego Mazowsza). W XVII i XVIII w. była to wieś szlachecka, świadcząca powinności na rzecz hrabiów von Schwerin.
W 1935 r. w tutejszej szkole, zatrudniającej jednego nauczyciela, uczyło się 39 uczniów. W 1939 r. we wsi mieszkało 225 osób.
W latach 30. XX w. las na północ od Kamińska objęło w posiadanie wojsko, organizując poligon o nazwie Stablack. Na początku II wojny światowej w warunkach ostrej mazurskiej zimy ćwiczyły tu pułki Wehrmachtu razem z zapraszanymi oddziałami z armii państw satelickich.
W 1983 r. we wsi było 15 domów i 66 mieszkańców. W tym czasie było tu 15 indywidualnych gospodarstw rolnych, o łącznym areale 273 ha. W gospodarstwach w tym okresie hodowano łącznie 179 sztuk bydła (w tym 89 krów mlecznych), 76 świń, 24 konie i 169 owiec. We wsi była świetlica i punkt biblioteczny.